# Harm Ottenbros
Harm Ottenbros (* 27. Juni 1943 in Alkmaar, Niederlande; † 3. Mai 2022 in Strijen) war ein niederländischer Radrennfahrer.

## Sportliche Laufbahn
Ottenbros begann seine Profikarriere 1967 im Team Willem II-Gazelle und beendete sie 1976. Sein größter Triumph war der Gewinn der Straßen-Radweltmeisterschaft 1969 im belgischen Zolder. Ottenbros profitierte davon, dass der favorisierte Belgier Eddy Merckx auf dem flachen Kurs keine Chance, sah jeden Ausreißversuch zu kontern und deshalb eine 15-köpfige Ausreißergrupper ziehen ließ, deren Vorsprung sich vergrößerte, da sich das Peloton an Merckx orientierte. Aus dieser Gruppe setzte sich Ottenros mit Merckx's Freund Julien Stevens ab. Der bis dahin unbekannte Ottenbros konnte den Belgier Julien Stevens im Zweiersprint knapp schlagen.
Der Gewinn brachte ihm kein Glück, sondern Neid und Missgunst. Nach etlichen gesundheitlichen Problemen beendete Ottenbros seine Karriere 1976 und wandte sich vom Radsport komplett ab. Um dieses zu verdeutlichen, warf er sein Rennrad vor den Augen von Gerrie Knetemann von der Seelandbrücke in die Oosterschelde.
Nach dem Ende seiner Radsportkarriere arbeitete Harm Ottenbros mit geistig Behinderten, und er galt als guter Bildhauer und Maler.

## Erfolge
1967
- eine Etappe Tour de Suisse

1968
- eine Etappe Tour de Suisse

1969
- Weltmeister – Straßenrennen
- eine Etappe Belgien-Rundfahrt

1970
- eine Etappe Luxemburg-Rundfahrt